# Frank Regen

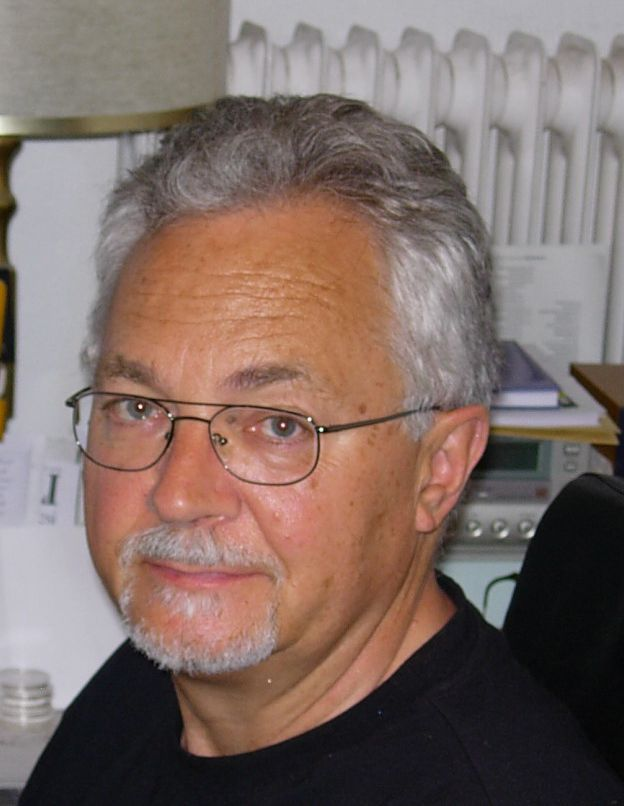
Frank Regen

Frank Regen (* 5. Februar 1939 in Herford; † 4. Februar 2010 in Göttingen) war ein deutscher Klassischer Philologe und Philosophiehistoriker.

## Leben
Regen studierte ab 1959 an der Universität Göttingen griechische, lateinische und italienische Philologie, in den Jahren 1962–63 an der Universität Florenz, wo er sich unter anderem am Istituto Papirologico  „Girolamo Vitelli“ dem Studium der Papyrologie widmete. 1969 wurde er in Göttingen bei Karl Deichgräber  mit der Dissertation über die Apologie des Apuleius De magia und über De mundo promoviert und nahm eine Tätigkeit als Akademischer Rat und Lektor am Lehrstuhl für Klassische Philologie II der TU Berlin auf. Von 1972 bis 2004 lehrte und forschte er als Akademischer Oberrat am Seminar für Klassische Philologie in Göttingen. In acht zweiwöchigen Lehrveranstaltungen (1997–2003) behandelte er auch an der Universität Bologna Themen der antiken Philosophie. Den Schwerpunkt seiner Forschungen bildete die Philosophie der späteren Antike, insbesondere die philosophischen Schriften des Apuleius, deren Manuskripte und Überlieferungsgeschichte. Die geplante kritische Neuedition innerhalb der Bibliotheca Teubneriana des B. G. Teubner Verlags zu vollenden war ihm aufgrund der Neuausrichtung der Verlagsstrategie nach der 1991 erfolgten Wiedervereinigung der beiden Häuser des Teubner Verlages nicht mehr vergönnt. Einen Rückblick auf seine Florentiner Studienzeit gab er in einem autobiographischen Roman, den er 2009 im Internet veröffentlichte.

## Schriften
- Apuleius philosophus Platonicus. Untersuchungen zur Apologie De magia und zu De mundo. (= Untersuchungen zur antiken Literatur und Geschichte, Band 10). De Gruyter, Berlin New York 1971. ISBN 3-11-003678-9
- Zum Aufbau von Properz 3, 20. In: Hermes 103, 1975, 469–479.
- Rez. von: Apulée, Opuscules philosophiques (Du dieu de Socrate, Platon et sa doctrine, du monde) et fragments. Texte établi, traduit et commenté par Jean Beaujeu. Paris 1973. In: Göttinger Gelehrter Anzeiger 229, 1977, 186–227.
- Zu Augustins Darstellung des Platonismus am Anfang des 8. Buches der Civitas Dei. In: Horst Dieter Blume (Hrsg.): Platonismus und Christentum. Festschrift für Heinrich Dörrie (Jahrbuch für Antike und Christentum Ergänzungsband 10). Aschendorff, Münster 1983, S. 208–227. ISBN 3-402-08506-2
- Der Codex Laurentianus pluteus 51,9. Ein bisher vernachlässigter Textzeuge der Apuleischen Schrift  „De deo Socratis“ (Nachrichten der Akademie der Wissenschaften in Göttingen, Philologisch-Historische Klasse 1985, 5). Vandenhoeck & Ruprecht, Göttingen 1985.
- Formlose Formen. Plotins Philosophie als Versuch das Regreßprobleme des Platonischen Parmenides zu lösen (Nachrichten der Akademie der Wissenschaften zu Göttingen, Philologisch-Historische Klasse 1988, 1). Vandenhoeck & Ruprecht, Göttingen 1988.
- mit Raymond Klibansky: Die Handschriften der philosophischen Werke des Apuleius. Ein Beitrag zur Überlieferungsgeschichte (Abhandlungen der Akademie der Wissenschaften in Göttingen, Philologisch-Historische Klasse Folge 3, 204). Vandenhoeck & Ruprecht, Göttingen 1993. ISBN 3-525-82591-9
- Il De deo Socratis di Apuleio. In: Maia N. S. 51, 1999, S. 429–456 und 52, 2000, S. 41–66.
- Praescientia. Vorauswissen Gottes und Willensfreiheit des Menschen in der Consolatio Philosophiae des Boethius (Göttinger Forum für Altertumswissenschaft, Beihefte 8: Philologie). Duehrkohp & Radicke, Göttingen 2001. ISBN 3-89744-163-2